# Ejn Šemer
Ejn Šemer (hebrejsky עֵין שֶׁמֶר, v oficiálním přepisu do angličtiny En Shemer, přepisováno též Ein Shemer) je vesnice typu kibuc v Izraeli, v Haifském distriktu, v Oblastní radě Menaše.

## Geografie
Leží v nadmořské výšce 39 metrů, v hustě osídlené a zemědělsky intenzivně využívané pobřežní nížině, nedaleko vyústění údolí Vádí Ara.
Obec se nachází 12 kilometrů od břehu Středozemního moře, cca 48 kilometrů severovýchodně od centra Tel Avivu, cca 37 kilometrů jižně od centra Haify a 8 kilometrů severovýchodně od města Chadera. Ejn Šemer obývají Židé, přičemž osídlení v tomto regionu je převážně židovské. Ovšem 5 kilometrů severovýchodně od kibucu začíná pás měst ve Vádí Ara obydlených izraelskými Araby. Další arabská sídla leží jihovýchodním směrem odtud, v pohraničním pásu mezi vlastním Izraelem a Západním břehem Jordánu - takzvaný Trojúhelník. Východně od kibucu se ale v tomto převážně arabském sídelním pásu plánuje výstavba velkého židovského města, respektive rozšíření stávajícího menšího města Kacir-Chariš. Ejn Šemer leží na jihovýchodním okraji aglomerace města Pardes Chana-Karkur.
Ejn Šemer je na dopravní síť napojen pomocí dálnice číslo 65 z Chadery do údolí Vádí Ara.

## Dějiny
Kibuc Ejn Šemer byl založen v roce 1927. Už počátkem 20. století začalo v tomto regionu moderní židovské osidlování v prostoru nynějšího Pardes Chana-Karkur. Vlastní kibuc Ejn Šemer zřídila roku 1927 skupina židovských přistěhovalců, kteří do tehdejší mandátní Palestiny přišli z Polska, napojená na mládežnickou sionistickou organizaci ha-Šomer ha-Ca'ir. V následujících letech kibuc sloužil jako výcviková základna pro osadnické skupiny, které zakládaly další kibucy v okolní krajině.
Roku 1934 byl Ejn Šemer napojen na elektrickou síť. Roku 1935 získal stabilní zdroj vody. V roce 1938 během arabského povstání v Palestině byli dva členové kibucu zabiti při arabském útoku. Během druhé světové války se poblíž vesnice nacházelo britské vojenské letiště a základna.
Koncem 40. let měl kibuc Ejn Šemer rozlohu katastrálního území 1511 dunamů (1,511 kilometru čtverečního).
Do 70. let 20. století se místní ekonomika orientovala hlavně na zemědělství, pak došlo i k rozvoji průmyslu. V 80. letech 20. století kibuc postihla ekonomická krize. Následovaly reformy, během kterých kibuc opustil velkou část prvků kolektivismu. V 80. letech bylo zrušeno oddělené ubytování dětí a rodičů, vzrostly finanční příspěvky určené pro osobní spotřebu. Kibuc ale ještě dle stavu k roku 2010 nerozhodl o zavedení individuálních mezd.
Na severovýchodním okraji kibucu se nachází komplex regionální střední školy a sídlí zde také úřady Oblastní rady Menaše.

## Demografie
Podle údajů z roku 2014 tvořili naprostou většinu obyvatel v Ejn Šemer Židé, cca 500 osob (včetně statistické kategorie "ostatní", která zahrnuje nearabské obyvatele židovského původu ale bez formální příslušnosti k židovskému náboženství, cca 600 osob).
Jde o menší sídlo vesnického typu s dlouhodobě stagnující populací. K 31. prosinci 2014 zde žilo 574 lidí. Během roku 2014 populace stoupla o 3,6 %.
| Rok            | 1948 | 1961 | 1972 | 1983 | 1995 | 2001 | 2003 | 2004 | 2005 | 2006 | 2007 | 2008 | 2009 | 2010 | 2011 | 2012 | 2013 | 2014 |
| -------------- | ---- | ---- | ---- | ---- | ---- | ---- | ---- | ---- | ---- | ---- | ---- | ---- | ---- | ---- | ---- | ---- | ---- | ---- |
| Počet obyvatel | 472  | 571  | 714  | 695  | 763  | 775  | 767  | 761  | 791  | 787  | 794  | 801  | 510  | 515  | 525  | 560  | 554  | 574  |